# Astragalus fucatus
Astragalus fucatus är en ärtväxtart som beskrevs av Rupert Charles Barneby. Astragalus fucatus ingår i släktet vedlar, och familjen ärtväxter. Inga underarter finns listade i Catalogue of Life.